# Nacktschwanzbeutelratte (Art)
Die Nacktschwanzbeutelratte (Metachirus nudicaudatus) ist eine südamerikanische Beuteltierart aus der Gattung der Nacktschwanzbeutelratten. Sie kommt im nordöstlichen Südamerika, im östlichen Venezuela, in den drei Guayanas und im brasilianischen Bundesstaat Amapá und in Pará nördlich des Amazonas vor.

## Beschreibung
Männchen der Nacktschwanzbeutelratte erreichen eine Kopfrumpflänge von 25,5 bis 29,8 cm, haben einen 30,2 bis 38 cm langen Schwanz, 44 bis 51 mm lange Hinterfüße, 35 bis 40 mm lange Ohren und erreichen ein Gewicht von 330 bis 480 g. Weibchen bleiben mit einer Kopfrumpflänge von 24 bis 29 cm, einem 32,6 bis 37 cm langen Schwanz und einem Gewicht von 260 bis 410 g kleiner. Ihre Hinterfüße erreichen eine Länge von 41 bis 46 mm und die Ohren sind 35 bis 41 mm lang. Die Nacktschwanzbeutelratte ist damit etwas größer als die Temminck-Nacktschwanzbeutelratte, der zweiten Art der Nacktschwanzbeutelratten. Die äußerlich sehr ähnlichen Arten können vor allem anhand ihrer Schädelmorphologie unterschieden werden. Große, ältere Männchen beider Arten entwickeln einen zweiteiligen aus einem rechten und linken Abschnitt bestehenden Scheitelkamm. Beide Teile des Scheitelkamms sind bei der Nacktschwanzbeutelratte auf ihrer ganzen Länge getrennt, während sie bei der Temminck-Nacktschwanzbeutelratte auf dem Hinterschädel zusammenlaufen. Das Rostrum (die Schnauze) ist bei der Nacktschwanzbeutelratte weniger kräftig entwickelt und die Jochbeinbögen sind weniger abgerundet als bei der Temminck-Nacktschwanzbeutelratte. Die Gaumenfenster sind bei der Nacktschwanzbeutelratte länger und breiter als bei M. myosuros. Nacktschwanzbeutelratten sind die größten Beutelratten deren Weibchen keine Beutel haben, sondern nur einen haarlosen Brutfleck mit neun Zitzen, je vier an den Seiten und eine mittige. Schädelgröße und Schädelform sind bei Männchen und Weibchen verschieden.

## Gefährdungsstatus
Die Weltnaturschutzunion (IUCN) stuft die Art als nicht gefährdet (least concern) ein.

## Systematik
Metachirus nudicaudatus wurde im Jahr 1803 durch den französischen Zoologen Étienne Geoffroy Saint-Hilaire erstmals wissenschaftlich beschrieben. Alle weiteren, später beschriebenen Arten der Nacktschwanzbeutelratten wurden später mit Metachirus nudicaudatus synonymisiert und M. nudicaudatus war damit lange Zeit die einzige Art der damit monotypischen Gattung Metachirus. Es gibt jedoch große genetische Unterschiede zwischen den Nacktschwanzbeutelratten aus verschiedenen Regionen.
Im Juni 2019 teilten der Beutelrattenexperte Robert S. Voss und zwei weitere Biologen die Nacktschwanzbeutelratten deshalb in zwei Arten. Die im nordöstlichen Südamerika vorkommenden Populationen, die eine basale Stellung im Metachirus-Stammbaum haben, werden als eigenständige Art von den übrigen Nacktschwanzbeutelratten abgetrennt. Diese Art bekommt den Namen Metachirus nudicaudatus da die Terra typica von Metachirus nudicaudatus in Französisch-Guyana liegt. Alle übrigen Populationen und Unterarten wurden unter der Bezeichnung Metachirus myosuros zusammengefasst. 2023 wurde mit Metachirus aritanai eine dritte Art beschrieben.
Die Verwandtschaftsbeziehungen innerhalb der Nacktschwanzbeutelratten nach Miranda et al. (2023):
|  | Metachirus nudicaudatus |
|  |                         |
|  | Metachirus aritanai     |
|  |                         |

|  | \| \| Population des östlichen Amazonien (Teles-Pires-Population) \| \| \| \| \| \| Population des atlantisches Regenwalds \| \| \| \| |
|  | |
|  | Population der südwestlichen Amazonasregion und Mittelamerikas                                                                         |
|  | |
|  | Population des östlichen Amazonien (Teles-Pires-Population)                                                                            |
|  | |
|  | Population des atlantisches Regenwalds                                                                                                 |
|  | |

|  | Population des östlichen Amazonien (Teles-Pires-Population) |
|  |                                                             |
|  | Population des atlantisches Regenwalds                      |
|  |                                                             |

|  | \| \| Population des östlichen Amazonien (Teles-Pires-Population) \| \| \| \| \| \| Population des atlantisches Regenwalds \| \| \| \| |
|  | |
|  | Population der südwestlichen Amazonasregion und Mittelamerikas                                                                         |
|  | |
|  | Population des östlichen Amazonien (Teles-Pires-Population)                                                                            |
|  | |
|  | Population des atlantisches Regenwalds                                                                                                 |
|  | |

|  | Population des östlichen Amazonien (Teles-Pires-Population) |
|  |                                                             |
|  | Population des atlantisches Regenwalds                      |
|  |                                                             |

|  | Metachirus nudicaudatus |
|  |                         |
|  | Metachirus aritanai     |
|  |                         |

|  | \| \| Population des östlichen Amazonien (Teles-Pires-Population) \| \| \| \| \| \| Population des atlantisches Regenwalds \| \| \| \| |
|  | |
|  | Population der südwestlichen Amazonasregion und Mittelamerikas                                                                         |
|  | |
|  | Population des östlichen Amazonien (Teles-Pires-Population)                                                                            |
|  | |
|  | Population des atlantisches Regenwalds                                                                                                 |
|  | |

|  | Population des östlichen Amazonien (Teles-Pires-Population) |
|  |                                                             |
|  | Population des atlantisches Regenwalds                      |
|  |                                                             |

|  | \| \| Population des östlichen Amazonien (Teles-Pires-Population) \| \| \| \| \| \| Population des atlantisches Regenwalds \| \| \| \| |
|  | |
|  | Population der südwestlichen Amazonasregion und Mittelamerikas                                                                         |
|  | |
|  | Population des östlichen Amazonien (Teles-Pires-Population)                                                                            |
|  | |
|  | Population des atlantisches Regenwalds                                                                                                 |
|  | |

|  | Population des östlichen Amazonien (Teles-Pires-Population) |
|  |                                                             |
|  | Population des atlantisches Regenwalds                      |
|  |                                                             |

## Belege
1. 1 2 3 4  Robert S. Voss, David W. Fleck und Sharon A. Jansa: Mammalian Diversity and Matses Ethnomammalogy in Amazonian Peru Part 3: Marsupials (Didelphimorphia). Bulletin of the American Museum of Natural History, 2019 (432):1-90. doi:10.1206/0003-0090.432.1.1, Seite 61–68.
2. 1 2 3  Cleuton Lima Miranda, Mario da Silva Nunes, Arielli Fabrício Machado, Izeni Pires Farias, Fernando Heberson Menezes, Natalia Carneiro Ardente, Manoel Dos Santos-Filho, Yennie Katarina (2023). A new species of jupati, genus Metachirus Burmeister 1854 (Didelphimorphia, Didelphidae) for the Brazilian Amazon. Mammalia, doi: 10.1515/mammalia-2021-0176
3. 1 2  Diego Astúa: Family Didelphidae (Opossums). Seite 70 - 186 in Don E. Wilson, Russell A. Mittermeier: Handbook of the Mammals of the World – Volume 5. Monotremes and Marsupials. Lynx Editions, 2015, ISBN 978-84-96553-99-6, Seite 157.
4. ↑  Metachirus nudicaudatus (LC) in der Roten Liste gefährdeter Arten der IUCN 2022.1. Eingestellt von: D. Brito, D. Astúa, D. Lew & N. de la Sancha, 2015. Abgerufen am 29. August 2022.
5. ↑  Patton, J.L. und L.P. Costa. 2003. Molecular phylogeography and species limits in rainforest didelphid marsupials of South America. Seite 66 u. 68 in M.E. Jones, C.R. Dickman und M. Archer (editors), Predators with pouches: the biology of carnivorous marsupials. 63–81. Melbourne: CSIRO Press.